# 中国典型培养物保藏中心
中国典型培养物保藏中心（China Center for Type Culture Collection，简称CCTCC），又名武汉大学保藏中心。是于1985年由中国专利局指定、经国家教委批准建立的专利培养物／生物材料／菌种保藏机构。其保藏培养物的种类仅次于美国典型培养物保藏中心（ATCC），是国内保藏范围最广、专利培养物保藏数量最多的保藏机构。

## 保藏内容
包括细菌、放线菌、酵母菌、丝状真菌、高等真菌、单细胞藻类、人和动物细胞系、转基因细胞、杂交瘤、原生动物、地衣、植物组织培养、植物种子、动植物病毒、噬菌体、质粒、基因片段、基因文库和其它生物材料（最高物理防范等级不超过P2级）以及生物材料的混合培养物等各类培养物（生物材料／菌种）。共有来自20多个国家和地区的各类专利培养物（生物材料／菌种）1600多株、非专利培养物5000多株、标准细胞系和模式菌株300余株，被存放在零下196℃的液氮中。 

## 机构设置
- 办公室
- 细菌学研究室
- 真菌学研究室
- 细胞生物学研究室
- 病毒学研究室
- 分子生物学研究室
- 专利文件撰写与咨询
- 顾问委员会
- 此外还有系统微生物学、微生物遗传学、应用微生物学、病毒感染细胞生物学、低温生物学等科研组

## 现任领导
- 主任：郑从义
- 副主任：方呈祥
- 其他：栾亚华、屈三甫、张珞珍

## 重大事件
- 1987年加入世界培养物保藏联盟（World Federation for Culture Collections，简称WFCC）。
- 经世界知识产权组织（World Intellectual Property Organization，简称WIPO）审核批准，于1995年7月1日成为布达佩斯条约国际确认的培养物保藏单位（International Depository Auth-ority，简称IDA）。